# 창원 성주사 대웅전
창원 성주사 대웅전(昌原 聖住寺 大雄殿)은 대한민국 경상남도 창원시 성산구 천선동, 성주사에 있는 조선시대의 대웅전이다. 1974년 12월 28일 경상남도의 유형문화재 제134호로 지정되었다.

## 개요
성주사는 통일신라 흥덕왕 10년(835)에 무염국사가 세운 절로서 성인이 기거하는 절이라는 뜻을 가지고 있다. 임진왜란(1592) 때 불에 탄 것을, 숙종 7년(1681)에 다시 짓고 순조 17년(1817)에 크게 수리하였다.
성주사 대웅전은 부처님을 모시는 법당으로 조선 후기 건물이다.
앞면 3칸·옆면 2칸 규모이며, 지붕의 옆면이 사람 인(人)자 모양인 맞배지붕집이다.

## 현지 안내문
성주사는 835년(신라 흥덕왕 10)에 무염국사(無染國師)가 창건하였다고 전한다. 당시 해안지대에는 왜구의 피해가 극심하여 조정이 크게 걱정하였는데, 지리산에 있던 무염국사가 내려와 신통력으로 신병(神兵)을 만들어 왜구를 물리쳤다. 이것을 기뻐한 흥덕왕이 토지와 노비를 내려 이 절을 짓게 하였다고 한다. 이 절은 임진왜란 때 불타버린 것을 1681년(조선 숙종 7)에 중건(重建)하였으며, 중건 당시 곰이 나타나 하룻밤 사이에 목재를 운반해 놓았다는 전설이 전해지고 있다. 이런 까닭으로 이 절은 곰절이라고 불리기도 한다.
이 대웅전은 정면 3칸, 측면 2칸의 맞배지붕의 다포계(多包系) 양식의 건물로 중앙(御間)과 좌우 칸(夾間)의 구별이 없어서 조금 부자연스럽게 보인다. 기둥위의 장식(栱包)은 앞·뒷 면에만 배치되어 있으며, 장식 사이의 간격과 크기가 각기 달라 특이한 형태를 보이고 있다. 앞면의 장식은 내 외부를 모두 화려하게 처리한 반면, 뒷면 내부의 장식을 간략하게 처리하였다. 장식의 형태와 배열로 보아 이 건물은 원래 팔작집이었는데, 드 뒤에 해채하여 맞배집으로 변형시킨 것으로 보인다. 대웅전 내부의 천장은 우물 모양으로 이루어졌으며, 중앙의 삼존불(三尊佛) 위에는 닫집(불상 위에 만든 작은 집)을 장엄하게 장식하였다. 전체적으로 보아 이 대웅전은 조선 후기 건축 양식을 잘 간직하고 있다.

## 같이 보기
- 성주사

## 참고 자료
- 성주사대웅전 - 국가유산청 국가유산포털